# Abbé Hamon
Pour les articles homonymes, voir Hamon.
André-Jean-Marie Hamon, né le 18 mai 1795 au Pas et mort le 16 décembre 1874 à Paris, est un ecclésiastique français, auteur de nombreux ouvrages traduits dans plusieurs pays. Il fut prêtre sulpicien et curé de Saint-Sulpice à Paris.
D'une humilité extrême, il publia ses ouvrages la plupart du temps anonymement (ou sous un pseudonyme) et refusa 3 fois d'être nommé évêque. Ceci lui valut une vive affection des paroissiens de Saint-Sulpice au service desquels il resta attaché jusqu'à sa mort.

## Famille
Issu d'une ancienne famille du Maine, catholique et conservatrice, l’abbé Hamon est le fils d'André-Siméon Hamon et d'Anne Lehuen-Dubourg. Il est le neveu de trois prêtres: l'abbé Louis Hamon (frère de son père) et les abbés Jacques et Jean Lehuen-Dubourg (frères de sa mère). Son grand-père Jean-François Hamon, sieur de Launay (mort en 1783), était le petit-fils de François Hamon, sieur de Launay, membre de la maison militaire du roi de France sous Louis XIV en tant que garde de la porte du roi.
Germain-Victor Hamon (frère de l'abbé) a épousé la petite-nièce de Mgr de La Massonnais, évêque de Périgueux et neveu du cardinal de Cheverus (dont l'abbé Hamon écrira plus tard la principale biographie).

## Biographie
Il est ordonné prêtre en 1820 à Paris, dit sa première messe le 28 mai 1820, devient professeur de dogme au séminaire de Saint-Sulpice de Paris en 1821. En 1826 il devient supérieur du grand séminaire de Bordeaux puis supérieur de celui de Clermont-Ferrand en 1843.
En 1851, il devient curé de Saint-Sulpice à Paris. Lors de la cérémonie de son installation, le 13 juillet 1851, par Mgr Sibour, archevêque de Paris, l'abbé Hamon prononça : « Je prends ici l'engagement solennel de donner aux pauvres, de leur donner beaucoup, de donner tout ce que je recevrai; je m'engage à vivre pauvre, à mourir pauvre ; en sorte que, quand il plaira à Dieu de m'appeler à lui, je n'aurai point de testament à faire ; car il ne me restera rien à donner. »
En 1855, il refuse de devenir évêque du Mans, : « J'aurais compromis mon salut, je me serais créé des remords pour toute la vie, et je ne puis en vérité que bénir le bon Dieu qui m'a fait grâce de n'avoir pas même la tentation de céder à des vues ambitieuses ». Le supérieur de l'abbé Hamon, M. Carrière, supérieur général des Sulpiciens, déclara alors que « c'était la troisième tentative pour le faire évêque ». Après l'assassinat de Mgr Sibour, Napoléon III eut cette phrase : « Voilà un exemple qui peut avoir des imitateurs. Pour prévenir le coup, je vais nommer un archevêque qui soit aimé du peuple : c'est le curé de Saint-Sulpice ».
Il est élu le 2 août 1855 à l'Académie des sciences, belles-lettres et arts de Savoie, avec pour titre académique Correspondant.
Fait chevalier de la Légion d'honneur en 1858, ses obsèques sont célébrées, le 21 décembre, en présence du cardinal Guibert, archevêque de Paris ; il repose dans le cimetière privé des prêtres de Saint-Sulpice à Issy et une plaque de marbre blanc est gravée sur le sol du chœur de l'église Saint-Sulpice à sa mémoire. Sa biographie a été écrite par l'abbé Louis Branchereau.

## Publications
(Publiées la plupart du temps anonymement, ou parfois sous le pseudonyme J. Huen-Dubourg, emprunté du nom de sa mère : Lehuen-Dubourg.)
- Vie du cardinal de Cheverus, archevêque de Bordeaux.Publié pour la première fois en 1837, il y avait, en 1854, trois éditions de cet ouvrage et il avait été traduit deux fois en anglais, d'abord à Philadelphie, par M. Walsh, auteur catholique et écrivain ; ensuite, à Boston, par M. Stewart, auteur protestant. Cet ouvrage a été primé par l'Académie française sur le rapport d'Abel-François Villemain, secrétaire perpétuel de l'Académie. Il a été édité aussi en polonais et encore réédité récemment en 2010.
- Vie du Cardinal de Cheverus, (publié sous le nom de J. Huen-Dubourg), BiblioBazaar, 2010  (ISBN 1145995071 et 9781145995079).
- Notre-dame-de-france Ou Histoire du culte de la sainte Vierge en France, depuis l'origine du christianisme jusqu'à nos jours, Paris, 1861-1867, 7 vol.
- Vie de saint François de Sales, évêque et prince de Genève, d'après les manuscrits et les auteurs contemporains, éd. originale ; Paris, 1855, 2 vol. in-8 ; 2e édition, revue, corrigée, enrichie d'une carte de l'ancien diocèse de Genève et d'une table analytique ; Paris, Jacques Lecoffre, 1856, 2 vol. in-8, — édition abrégée ; Paris, J. Lecoffre, 1855, 1 vol. in-12 de 21 feuilles deux tiers.
- Méditations à l'usage du clergé et des fidèles pour tous les jours de l'année, Paris, Victor Lecoffre, 1881.
- Notre-Dame de la Treille, extrait de l'ouvrage : Notre-Dame de France.
- Résumés des méditations de M. Hamon, curé de Saint-Sulpice, par les Frères de la croix de Jésus.
- Vie de madame Rivier, fondatrice et première supérieure de la Congrégation des sœurs de la Présentation de Marie.
- Statuts du diocèse de Bordeaux.
- Traité de la prédication, à l'usage des séminaires, Paris, Lecoffre, 1880.
- (en) The life of Cardinal Cheverus : archbishop of Bordeaux, and formerly Bishop of Boston, in Massachusetts, J. Munroe and company, 1839
- (pl) Rozmyślania na wszystkie dni roku do użytku kapłanów i osób świeckich. ks., Kraków, nakł. Fabryki Wyrobów Introligatorskich J. Gadowskiego, 1895 .
- (pl) Żywot św. Franciszka Salezego biskupa i księcia Genewy, doktora Kościoła, ks., Kraków, SS. Wizytki, 1934.
- Discours pour l'inauguration du monument de S. É. le cardinal de Cheverus, prononcé à Bordeaux le 30 juillet 1849 par M. Hamon,
- Archevêque de Bordeaux, vie du cardinal de Cheverus, 1837, Perisse, 1842, Lecoffre, 1858, Victor Lecoffre, 1883.
- Le Cardinal de Cheverus, archevêque de Bordeaux, (publié sous le nom de J. Huen-Dubourg), Périsse, Paris & Lyon, 1837.
- (en) Life of the Cardinal de Cheverus, Archbishop of Bordeaux, translated from the French by Robert M. Walsh, (publié sous le nom de J. Huen-Dubourg), Philadelphie, Hooker & Claxton, 1839.